# Bildbyrån
Bildbyrån, ursprungligen Bildbyrån i Hässleholm är en svensk bildbyrå med huvudkontor i Göteborg. Företaget har lokala kontor i Hässleholm, Stockholm, Sundsvall, Luleå, Lund och Oslo.
Bildbyrån täckte tidigt svensk och engelsk fotboll samt brottning och orientering. Man fortsatte sedan att täcka många andra idrottshändelser, såväl i Sverige som utomlands. 
Bildbyrån grundades av fotografen Lennart Nilsson i Hässleholm 1953, och är idag störst i Sverige inom genren sport och man bevakar både stora och små idrottshändelser, både i Sverige och utomlands. Bildbyrån har 17 anställda samt har ett 50-tal kontrakterade frilansare runt om i landet. Bildbyrån har även ett 20-tal internationella samarbetspartners över hela världen. Den såldes till fem yngre fotografer 2012 och expanderade till Norge 2017.

## Utmärkelser (urval av 1:a priser)
- 2004 1:a pris 2004 i klassen Årets Sportbild. Björn Lindgren.
- 2005 1:a pris 2005 i klassen Årets sportreportage i tävlingen Årets Bild med ett reportage om manliga konstsimmare. Daniel Nilsson.
- 2010 1:a pris 2010 i Årets Bild Sport Action. Daniel Nilsson.
- 2012 1:a pris 2012 i Årets Bild Sport Feature. Joel Marklund.
- 2013 1:a pris 2013 i Årets Bild Sport Action. Joel Marklund.[4]
- 2014 1:a pris 2014 i Årets Sportbild. Joel Marklund.[5]
- 2014 Juryns specialpris i Årets Bild. Niklas Larsson.
- 2015 1:a pris i Årets Sportbild. Joel Marklund.
- 2015 Juryns hederspris i Årets Bild till Joel Marklund.
- 2016 1:a pris i Årets Sportbild. Ludvig Thunman.

### Utmärkelser i internationella tävlingar
- 1:a pris 2006 Sports picture story, Picture of the Year International, Daniel Nilsson.
- 2:a pris 2009 i Pictures of The Year International, i kategorin Olympics Action Picture. Joel Marklund.
- 1:a pris 2014 Sports Feature Story, World Press Photo, för Bildbyrån kontrakterade frilansfotograf Peter Holgersson.
- 3:e pris 2014 Sports Photojournalist of The Year, NPPA Best of Photojournalism, Joel Marklund.
- Award of Excellence 2015 i Pictures of The Year International, i kategorin Sports Feature Picture, Niklas Larsson.
- 3:e pris 2015 i Pictures of The Year International, i kategorin Sports Action Picture, Joel Marklund.
- 2:a pris 2015 i Pictures of The Year International, i kategorin Winter Olympics Picture, Joel Marklund.